# Fred Howard
Fred Howard (ur. 1893, zm. ?) – angielski piłkarz, który występował na pozycji napastnika.
Piłkarską karierę rozpoczął w juniorskim zespole Walkden Wednesday, skąd we wrześniu 1912 przeszedł do Manchesteru City. W sezonie 1914/1915 był najlepszym strzelcem zespołu z 18 golami w 33 meczach. W sumie biorąc pod uwagę rozgrywki ligowe i pucharowe, wystąpił w City w 91 meczach i zdobył 43 bramki. W 1920 odszedł do New Brighton.